# The Japan Times
The Japan Times ist eine englischsprachige Tageszeitung in Japan mit Sitz in Minato, Tokio. Sie hatte 2006 eine tägliche Auflage von 46.000 und lag damit knapp vor ihren Hauptkonkurrenten International Herald Tribune/Asahi und Daily Yomiuri. Anders als diese ist sie nicht mit einer der großen japanischen Tageszeitungen assoziiert. Ihr Motto ist all the news without fear or favor. Ihre Leserschaft bestand 1998 etwa je zur Hälfte aus Japanern und Ausländern, über zwei Drittel kamen aus der Region Kantō. Ihr Preis beträgt 180 Yen (etwa 1,04 Euro).

## Geschichte

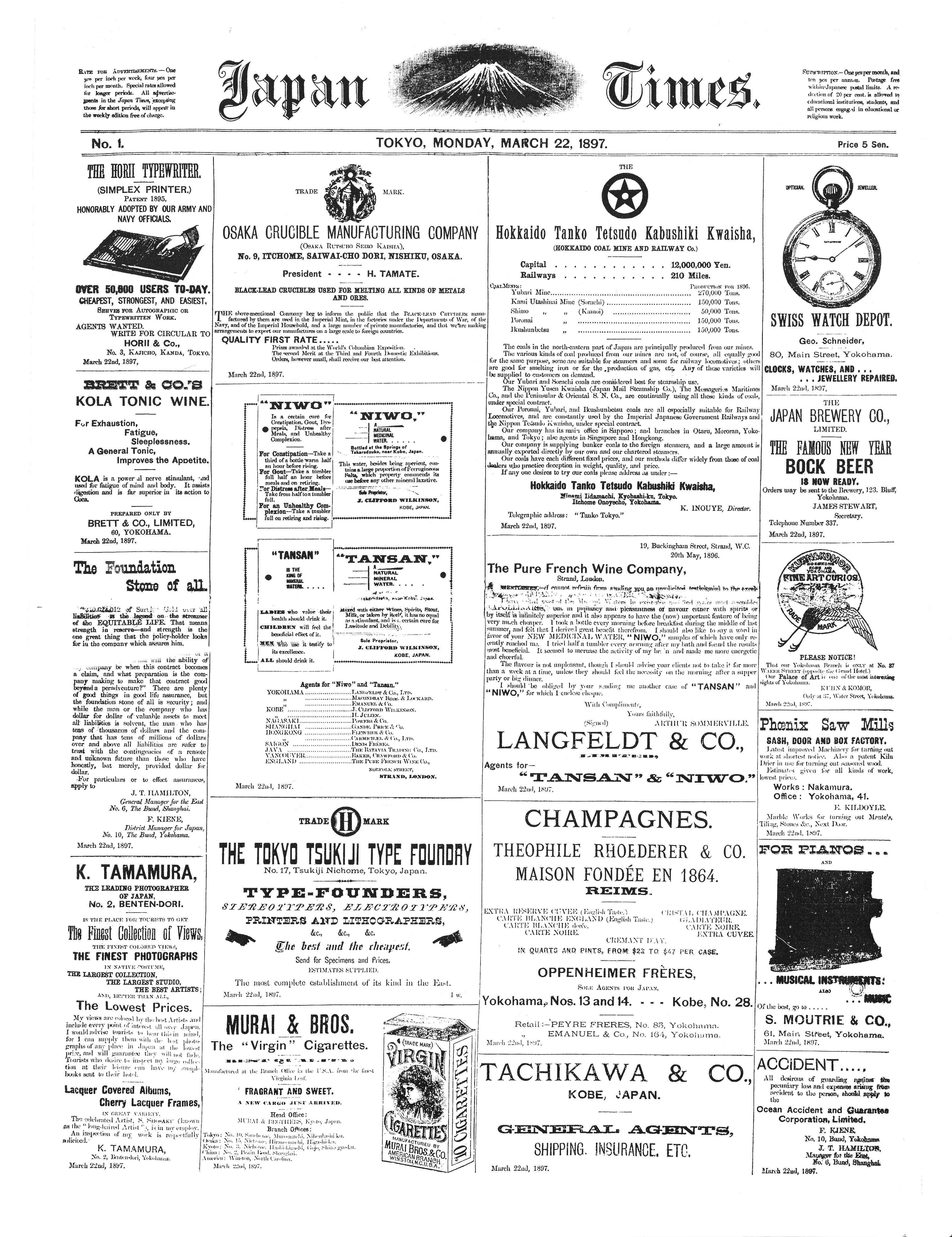
Titelseite der ersten Ausgabe der Zeitung The Japan Times vom 22. März 1897

Die Japan Times erschien erstmals am 22. März 1897 in einer Ausgabe mit sechs Seiten. Herausgeber waren Zumoto Motosada (頭本 元貞; 1862–1943) und Yamada Sueji (1848–1916), die vom führenden Politiker Itō Hirobumi unterstützt wurden. 1918 übernahm die Zeitung die ebenfalls englischsprachige The Japan Mail und erschien danach unter dem Namen The Japan Times and Mail. Ab 1940 erschien sie nach der Fusion mit dem Japan Advertiser aus Tokio und dem Japan Chronicle aus Kōbe als The Japan Times & Advertiser. 1943 folgte eine weitere Namensänderung in Nippon Times, bevor sie 1956 wieder ihren ursprünglichen Namen annahm. 1989 wurde der heutige Firmensitz im Japan Times Nifco Building in Shibaura fertiggestellt.

## Herausgeber
Herausgegeben wird die Japan Times von der gleichnamigen Aktiengesellschaft (株式会社ジャパンタイムズ, kabushiki kaisha japan taimuzu), die seit 1996 dem Plastikhersteller K.K. Nifco gehörte. Präsidentin und leitende Direktorin (torishimariyaku-shachō) war Yukiko Ogasawara, Vorsitzender und Herausgeber ist Toshiaki Ogasawara, zugleich Vorsitzender von Nifco.
Neben der Tageszeitung verlegt das Unternehmen auch die wöchentlichen Erscheinungen The Japan Times Weekly und die zweisprachige Shūkan ST sowie englische und japanische Bücher. Sie hat etwa 160 Mitarbeiter. Auch der Rundfunksender InterFM gehörte zeitweise zum Unternehmen.

## Verkauf und Rechtsschwenk
2017 verkaufte Nifco die Japan Times an News2u Holdings. Die neuen Eigentümer säuberten alsbald die Redaktion von unliebsamen Kolumnisten, darunter Jeff Kingston von der Temple University Tokyo und Yamaguchi Jiro von der Hōsei-Universität, beide Kritiker der Regierung von Shinzo Abe.
Am 30. November 2018 kündigte die Japan Times an, Sprachregelungen der politischen Rechten Japans zu übernehmen, und im Zusammenhang mit dem Zweiten Weltkrieg nicht mehr den Begriff „Zwangsarbeiter“, sondern „Arbeiter während des Krieges“ zu verwenden, und die Zeitung würde in Bezug auf die häufig „Trostfrauen“ genannten Zwangsprostituierten nicht mehr von „Frauen, die vor und während des Krieges gezwungen wurden, Sex mit japanischen Truppen zu haben“ schreiben, sondern die Formulierung verwenden „Frauen, die während des Krieges in Bordellen arbeiteten, darunter jene, die dies gegen ihren Willen taten, um Sex mit japanischen Soldaten zu haben“. Ein Großteil der Redakteure protestierte gegen die Entscheidung.
Journalisten der Japan Times berichteten auch, dass sie intern dafür gemaßregelt wurden, das Wort „Kapitulation“ im Zusammenhang mit dem Ende des Zweiten Weltkrieges in Japan verwendeten, und andere berichteten, dass Kritik an Japan in ihren Artikeln vor der Veröffentlichung entschärft wurde.
Die Ereignisse werden zum Teil als „stiller Putsch“ interpretiert. Der ehemalige Kolumnist Kingston sagte, die Regierung habe mit der Japan Times nun „ihre eigene Prawda“, und bemerkte: „Trotz des reaktionären Schwenks der Redaktion in Richtung revisionistisches Gewäsch leisten die Reporter noch immer hervorragende Arbeit, und es tut mir Leid, dass ein unfähiger Redakteur die Glaubwürdigkeit der Zeitung schadet.“